# 保原陣屋
保原陣屋（ほばらじんや）は福島県伊達市（陸奥国）にあった白河藩（松平氏）の陣屋（代官所）である。陣屋は廃城となっていた保原城の西側に陣屋を築いたものである。前史として保原城（ほばらじょう）についても概説する。

## 概要

### 先史・伊達氏の時代
保原には、縄文・弥生・古墳時代の土器や石器・住居跡などが町内のあちこちにあり、古くから人々が住んでいたことがわかる。また、5～7世紀と推定される大泉みずほ古墳群跡は、方墳・円墳・前方後円墳が集中する大変珍しい遺跡である。
鎌倉時代初期には、伊達家の始祖・伊達朝宗が源頼朝から伊達郡を拝領し、高子岡城を築いた。小高い丘にあるその城址から伊達平野が一望できる。戦国時代には伊達氏の家臣・中島伊勢（中島宗忠）が保原に入る。中島氏は輝宗時代に、相馬氏との戦いで活躍して伊具郡金山城を与えられ移る。

### 上杉氏の時代
現在の陣屋通りの北東には保原城が築かれ、桃山時代に会津に入部した上杉景勝は保原城の改築を行っている。
江戸時代には引き続き上杉氏米沢藩の所領となり、保原城は大石氏が居城した。城ノ内、鉄炮町などの地名は、城下町の名残りをとどめている。
保原城主の大石氏と郡代の平林正恒は、開田・用水堰の開削を積極的に奨励した。保原の肝煎・渡辺新左衛門および、梁川代官・堀江与五衛門らは
、慶長10年（1605年）砂子(いさご）堰を築きあげ、保原地方の肥沃な田畑の基礎をつくっている。
1636年には大石氏に代わり、小越清道が保原城の城代となって派遣された。
寛文4年（1664年）、上杉綱勝が後継者を決めぬまま急死し、本来ならば改易になるところを吉良義央の長男・綱憲を養子を迎えることによって上杉家の存続が認められるという騒動の際に、上杉領は30万石から15万石となり、保原城を含む伊達郡（および信夫郡と置賜郡屋代）は没収され、天領となった。この時、保原城も廃城となった。

### 保原陣屋
保原陣屋は、寛保2年（1742年）に設けられた陣屋で保原村を中心に17村（約2万石）を支配した。白河藩主松平定賢により築かれ、一時天領となったが、阿部氏が白河藩に入封すると分領となった。このころ、毎月5と10の日に町通りに市が立ち、生糸や真綿が売買され、保原は商人のまちとして大きく発展した。

## 考古資料

### 遺構
- 保原城の本丸跡に「史跡　保原城址」の碑
- 陣屋址は現在の保原中央公民館になっている。

### 移転された建造物
- 長谷寺（ちょうこくじ）にある現在の山門は元代官所、保原陣屋の門として明治16年（1883年）寄付されたものであった。昭和61年（1986年）修築されたものであり、伊達市の文化財に指定されている。

## アクセス
- 阿武隈急行線保原駅から徒歩7分